# پروانه‌های چشمه
پروانه‌های چشمه یا کاهی‌بالان (به لاتین: Pieridae)، تیره‌ای (خانواده‌ای) از راسته پولک‌بالان هستند. این تیره دارای ۷۶ سرده و ۱۱۰۰ گونه است. سرزمین‌های استوایی آسیا و آفریقا زیستگاه این تیره بزرگ پروانه‌هاست. رنگ بیشتر اعضای این تیره سفید، زرد و نارنجی است.

## برخی زیرخانواده‌ها
- گوگردی‌های والوچگر

## برخی تبارها
- کاهی‌بالان پیرینی

## برخی سرده‌ها
- سپیدهای خال‌خالی
- والوچگرهای دیسمورفیا

## برخی گونه‌ها
- پروانه درشت بال سفید جزایر قناری
- پروانه سفید کلمی
- پروانه گوگردی
- نارنجی‌کنار